# ملعب غيلورا سريويجايا
ملعب غيلورا سريويجايا هو أستاد متعدد الاستخدامات بني عام 2004م ويتسع ل40000 متفرج يوجد في مدينة فلمبان في أندونيسيا.